# Samantha Paxinos
Samantha Paxinos (née le 25 février 1988) est une nageuse représentant le Botswana aux Jeux olympiques d'été de 2008.

## Biographie
La première compétition mondiale de Paxinos sont les championnats du monde à Manchester en 2008. Elle est alors invitée à participer aux Jeux par la Fédération internationale de natation en vertu de l'universalité des Jeux olympiques. La même année, elle et John Kamyuka (en) deviennent les deux premiers nageurs à représenter le Botswana aux Jeux olympiques. Paxinos est également la première femme porte-drapeau olympique du Botswana, seule femme qualifiée avec la coureuse Amantle Montsho.
Elle participe au 50 mètres nage libre féminin. En séries, elle est devancée par l'Ougandaise Olivia Aya Nakitanda (en) et se classe soixante-dixième sur 92 nageuses.